# Lambert Dörr
Lambert Dörr OSB (* 4. August 1936 in Glashofen-Gerolzahn; † 22. Oktober 2017 in Münsterschwarzach) war ein deutscher Missionsbenediktiner und Abt von Peramiho in Tansania.

## Leben
Lambert Dörr (geboren als Helfried Dörr) trat im Mai 1955 in die Abtei Münsterschwarzach ein und nahm den Ordensnamen Lambert an. Hier legte er am 16. Mai 1956 die erste und am 31. Mai 1959 die ewige Profess ab. Er studierte an der Hochschule der Erzabtei Sankt Ottilien und an der Julius-Maximilians-Universität Würzburg. Nach der Diakonatsweihe im selben Jahr spendete ihm der Abtbischof von Ndanda, Viktor Hälg, am 29. Juni 1960 das Sakrament der Priesterweihe. Nach weiteren Studien erwarb er an der Universität Ottawa in Geschichtswissenschaft den Mastergrad. Am 23. August 1964 wurde er nach Tansania in die Abtei Peramiho entsandt. Von 1965 bis 1972 unterrichtete er am Priesterseminar in Likonde und anschließend am Priesterseminar in Peramiho. Seit 1972 war er zudem unter Abtbischof Eberhard Spieß Prior des Klosters.
Am 8. Dezember 1976 wurde er zum dritten Abt von Peramiho gewählt. Die Abtsbenediktion erhielt er am folgenden Tag durch den Bischof von Songea, Jakob Komba. Sein Wahlspruch lautete „sicut qui ministrat“ („Wie einer, der dient“). In die Amtszeit Dörrs fiel im Jahr 1983 die Aufnahme der ersten afrikanischen Novizen und der Wechsel der Liturgiesprache vom deutschen Chorgebet auf die Landessprache Kisuaheli sowie eine Tochtergründung in Kenia. Während der gesamten Amtszeit war Dörr auch in der Pfarrseelsorge tätig. Bei seinem Rücktritt nach dreißigjähriger Amtszeit im Sommer 2006 zählte die Abtei etwa 59 Professmönche, von denen bereits 20 afrikanischer Herkunft waren.
Nach einer kurzen Erholungszeit war Dörr weiter in seiner Abtei tätig, verwaltete die Klosterbibliothek und schrieb Abhandlungen über die Klostergeschichte und Biografien einiger Missionare. Im Januar 2015 kehrte er aus gesundheitlichen Gründen in die Abtei Münsterschwarzach zurück. Er wurde am 27. Oktober 2017 auf dem Klosterfriedhof beerdigt.

## Veröffentlichungen (Auswahl)
- Die Benediktinerabtei Münsterschwarzach. Vier-Türme-Verlag. Münsterschwarzach 1965.
- Peramiho 1898–1998. In the Service of the Missionary Church. 3 Bände. Ndanda-Peramiho 1998.
- Abbot Bishop Gallus Steiger, O.S.B. (1879–1966). life and work of an outstanding missionary pioneer. EOS. St. Ottilien 2014. ISBN 978-3-8306-7674-4.
- Magna gratulatio. 1200 Jahre benediktinische Mönchsgemeinschaft von Münsterschwarzach 816–2016 (Mitarbeit). Vier-Türme-Verlag. Münsterschwarzach 2016. ISBN 978-3-89680-899-8.